# Alexandru Cazaban
Alexandru Alecu Cazaban (Iași, 1872 – 1966) è stato uno scrittore rumeno.
La sua opera più celebre è il romanzo Un uomo fastidioso, ma Cazaban incentrò la sua produzione su un ciclo di opere riguardanti la vita di strada, tra cui si citano Il pasticcione (1903), Intelligente, il ragazzo! (1904), ecc.